# Pendelaufhängung

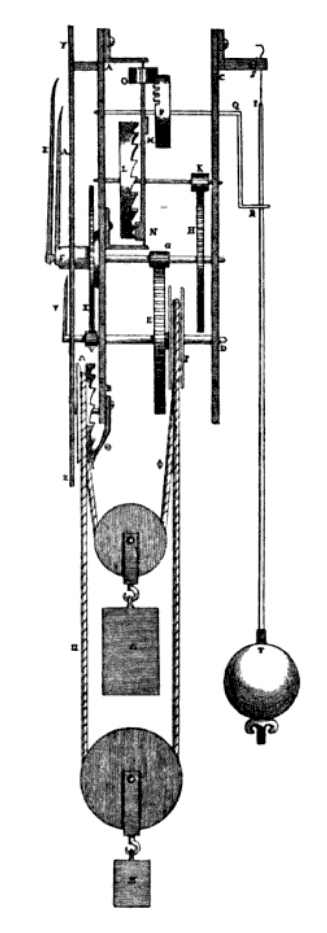
Fadenaufhängung (rechts oben) bei einer Uhr von Christiaan Huygens

Eine Pendelaufhängung ist in der Uhrmacherei die bewegliche Anbringung des Pendels am Uhrwerk oder Gehäuse von Pendeluhren. Sie trägt das Gewicht des Pendels und ermöglicht ihm das Schwingen.

## Typen
Die häufigsten Typen der Pendelaufhängung sind, nach Qualität absteigend geordnet:
- Schneidenaufhängung (Messeraufhängung), z. B. mit Schneide aus Achat, die in einer Pfanne wippt
- Federaufhängung
- Fadenaufhängung
- Drahtösenaufhängung
- Zapfenlager: das Pendel wird an die Ankerwelle gehängt und deren Lager (meist Gleitlager) tragen das Pendelgewicht